# 苍白蒲公英
苍白蒲公英（学名：Taraxacum glaucanthum）是菊科蒲公英属的植物。分布于蒙古以及中国大陆的西藏、云南、四川、青海等地，生长于海拔2,800米至4,300米的地区，一般生长在山坡草地，目前尚未由人工引种栽培。